# Ernst Friedrich Zwirner

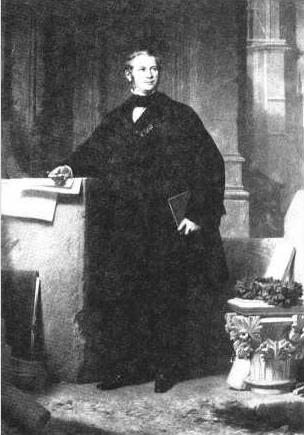
Ernst Friedrich Zwirner.

Ernst Friedrich Zwirner, född 28 februari 1802 i Jakobswalde, Schlesien, död 22 september 1861 i Köln, var en tysk arkitekt.
Zwirner studerade arkitektur i Breslau och från 1824 i Berlin, där han i Bauakademie blev lärjunge till Karl Friedrich Schinkel och med förkärlek omfattade medeltidens byggnadsformer. Han skickades 1833 till Köln för att utföra reparationer på domen och blev pådrivande för dess färdigställande. Detta arbete, i vilket han deltog, påbörjades 1842 och han blev dess ledare 1853. Det har sagts, att han utförde detta uppdrag som en mästare från gammal tid, men med hjälp av den nya tidens mekaniska framsteg och rikligare tillgång på byggnadsmaterial. Förutom Kölnerdomen byggde han på Apollinarisberget vid Remagen nära Bonn en kyrka, den första i medeltidsstil i nyare tid vid Rhen (1838–52). Han var också delaktig i byggnationen av Schwerins slott, vilket stod färdigt 1857.